# Imogen Holst
Pour les articles homonymes, voir Holst (homonymie).
Imogen Clare Holst, née Imogen Clare von Holst le 12 avril 1907 et morte le 9 mars 1984, est une compositrice et cheffe d'orchestre britannique qui est le seul enfant du compositeur Gustav Holst.

## Biographie
Imogen Holst est élevée dans l'ouest de Londres et fait ses études à la Froebel Demonstration School (en) et à la St Paul's Girls' School, où son père est directeur de musique. Elle travaille avec Herbert Howells avant d'entrer au Royal College of Music (RCM) en 1926 pour étudier la composition avec George Dyson et Gordon Jacob, l'harmonie et le contrepoint avec Ralph Vaughan Williams et la direction d'orchestre avec William H. Reed. Elle gagne plusieurs prix de composition, dont le prix Cobbett en 1928 pour un quatuor à cordes.
En 1931, Imogen Holst commence à gagner sa vie comme musicienne pigiste, mais son espoir de devenir pianiste concertiste est brisé par une phlébite naissante au bras gauche.
En avril 1939, Imogen Holst part étudier en Suisse et retourne au Royaume-Uni juste avant le déclenchement de la guerre. Elle fait partie du comité de Bloomsbury House pour les réfugiés et travaille avec des musiciens d'Autriche et d'Allemagne. En janvier 1940, Sir Henry Walford Davies la choisit pour l'un des six musiciens chargés d'inspirer et d'organiser des manifestations musicales pour les civils des milieux ruraux. Cette formule, financée d'abord par le Pilgrim Trust, est reprise par le nouveau Council for the Encouragement of Music and the Arts, prédécesseur du Conseil des arts de Grande-Bretagne.
En juillet 1951, elle reprend sa carrière de pigiste, et à l'automne de 1952, le compositeur Benjamin Britten lui demande de venir à Aldeburgh, dans le Suffolk, pour l'aider dans son opéra Gloriana. Elle a fait la connaissance de Britten et de son partenaire, le ténor Peter Pears, dans les années 1940, et ils sont devenus des amis intimes. Elle vit à Aldeburgh (dans une maison dessinée par l'architecte H. T. Cadbury-Brown (en)) jusqu'à la fin de sa vie et collabore d'abord étroitement avec Britten tant comme adjointe musicale que pour le Festival d'Aldeburgh, dont elle est la directrice artistique de 1956 à 1977.
En 1953, elle adapte pour un orchestre à cordes la composition pour clavier de William Byrd fondée sur le vieil air irlandais Sellinger's Round. Cette adaptation sert de base aux Variations on an Elizabethan Theme, composition collective (en) de Britten, de Lennox Berkeley, d'Arthur Oldham, de Michael Tippett et de William Walton. La première de cette œuvre a lieu au Festival d'Aldeburgh en 1953 en l'honneur du couronnement d'Élisabeth II.
En 1963, Imogen Holst publie An ABC of Music, introduction à la théorie de la musique qui est encore en librairie.
En 1964, Imogen Holst quitte Aldeburgh pour se concentrer sur l'enregistrement et l'édition de la musique de son père. Avec le compositeur Colin Matthews, elle publia des éditions savantes des œuvres de son père, dont quatre volumes de fac-similés, et dresse l'ouvrage A Thematic Catalogue of Gustav Holst's Music (1974).
Elle est nommée membre du RCM en 1966, membre honoraire de la Royal Academy of Music en 1970 et commandeur de l'Ordre de l'Empire britannique (CBE) en 1975. Elle reçoit des doctorats honoris causa des universités de l'Essex (1968), d'Exeter (1969) et de Leeds (1983).
Elle meurt en mars 1984, à l'âge de 76 ans, et est enterrée dans le cimetière de l'église Saint Peter and Saint Paul (Saint-Pierre-et-Saint-Paul) à Aldeburgh. Sa tombe se trouve juste derrière celles de Benjamin Britten et de Peter Pears. Holst ne s'est pas mariée.
En 2007, la société Boydell Press publie Imogen Holst: A Life in Music sous la direction de Christopher Grogan et de Rosamund Strode, pour célébrer le centenaire de sa naissance.